# Житник Олексій Миколайович
Олексій Миколайович Житник (нар. 10 жовтня 1972, Київ, Українська РСР) — український радянський, український та російський хокеїст та спортивний функціонер. 
Голова правління ГО «Хокейний клуб Сокіл Київ».

## Радянський період
Олексій Житник розпочав свою хокейну кар'єру в головній команді України — київському «Соколі». Ще в юнацькі роки його помітили тренери різноманітних збірних, починаючи від республіканських, закінчуючи союзними: особливо він вирізнявся стійкістю на льоду в єдиноборствах, чому сприяли сильно розвинуті ноги хокеїста (за які він й отримав кличку «слон»). Уже в 17 років він виступав в основному складі української дружини та був капітаном юнацьких збірних. За два роки він вийшов на провідні ролі в команді й демонстрував впевнену гру. На це, звичайно, зреагували тренери зі столиці Радянського Союзу.
Спочатку московські спеціалісти запросили його до збірної команди Радянського Союзу, що на ті роки було доволі рідкісним явищем, зважаючи на гегемонію в радянському чемпіонаті 3-4 клубів з Москви. А після успішного виступу в юнацькій хокейній збірній СРСР йому запропонувало переїхати до московського клубу. На ті часи Україна входила до складу Радянського Союзу, а перечити керівництву спортивних чи галузевих відомств республіканським структурам не було змісту. Тому, з благою метою — успішної гри загальносоюзної збірної та зіграності її гравців — визначних та достойних хокеїстів забирали до московських клубів (найчастіше ЦСКА), де ще за тренера Тарасова, що згодом удосконалив Тихонов, проводився круглорічний тренувальний процес збірної СРСР на базі одного клубу. Та й забрати молодого хокеїста з провінції не було вже так й складно — заманюючи грошима чи освітою. За такою ж схемою діяло союзне спортивне керівництво щодо Житника.
У 1991 році Олексій був змушений переходити в ЦСКА — найтитулованішу команду Радянського Союзу. Московська дружина тоді стояла на рубіконі свого падіння, адже більшість ветеранів подалися на заробітки до НХЛ, а молода й амбітна молодь не завжди могла конкурувати з міцними середняками ліги, які зберегли свої склади та починали диктувати умови на фоні рівня гри гранда хокею, що упав. Того року також наклалися складні політичні умови, розпад СРСР та ослаблення тоталітарної машини. Концентруватися на іграх було доволі проблематично. Тим більше наприкінці сезону видніли чергові юнацький чемпіонат світу та ще й Кубок світу, де, якщо показати себе й потрапити до списків скаутів, хокеїст мав реальні шанси вже на початку сезону перейти до відомої команди НХЛ, адже «залізна завіса» впала, й відчувався великий попит на перспективних гравців з колишнього Союзу.

## Перехід до НХЛ
Скориставшись розпадом тоталітарного СРСР, молодий хокеїст перебрався до Америки, як і більшість гравців збірної. На драфті НХЛ 1991 обраний у 4-му раунді під загальним 81-м номером командою «Лос-Анджелес Кінгс». На той момент Житник уже мав агента і міг поїхати до США й із Москви, але повернувся в «Сокіл». Хокеїст прийняв присягу української армії, став гравцем київського клубу, а через лічені дні вилетів до Лос-Анджелеса, де підписав контракт за схемою 3+1. Завдяки цьому «Сокіл» отримав за Житника грошову компенсацію від американської команди.
Дебютував у НХЛ 6 жовтня 1992 проти «Калгарі Флеймс» і закинув свою першу шайбу в ворота суперників — через дев'ять ночей по тому, тільки тепер уже в Калгарі. У своєму стартовому, як для новачка, сезоні з «королями», він зайняв друге місце серед новобранців, як захисник з 48 очками. Він став складовою частиною «королів з Лос-Анджелеса» в матчах плей-оф, його команда вийшла у фінал Кубка Стенлі, де таки поступилася «Монреаль Канадієнс». Перший клубний командний трофей — Приз Кларенса Кемпбелла — Житник здобув для команди «Лос-Анджелес Кінгз» у сезоні 1992—1993 років.

## Міцний «клинок» з Баффало
1995 року керівництво «Лос-Анджелес Кінгс» обміняли Олексія Житника до «Баффало Сейбрс», де загалом провів 10 сезонів, ставши лідером команди. У кожному з 10 сезонів він проводив найбільше ігор за свою команду, як і в самих матчах, де Олексій також відмічався найбільшою присутністю на льоду (після воротарів). Хокеїсти з Баффало виграли Північно-східний дивізіон в 1996-97 сезоні НХЛ, то був його другий повний сезон з командою. Він також допоміг досягти «клинкам баффало» фіналу Кубка Стенлі у сезоні 1998-99 і залишився в команді до 2004—2005 років — локауту в НХЛ.

## Після завершення кар'єри
2012 році приїздив в Україну, щоб вести авторську програму «Своя гра» на телеканалі «Хокей». Як телевізійник їздив на чемпіонат світу в Фінляндію. В той же час відновив тренування і почав виступати у Києві в Нічній лізі.
Згодом став гендиректором ХК «Сокіл» та робив спробу балотуватися на посаду президента Федерації хокею УКраїни

## Нагороди— призи
- 1992 рік Золота медаль, XVII зимові Олімпійські ігри (СНД)
- 1992-93 роки Приз Кларенса С. Кемпбела (Лос-Анджелес Кінгз)
- 1996 рік Бронзова медаль (Кубка світу)
- 1998 рік Срібна медаль, XVIII зимові Олімпійські ігри
- 1998-99 роки учасник матчу «Всіх зірок» НХЛ
- 2001-02 роки учасник матчу «Всіх зірок» НХЛ
- 2008 рік Кубок Шпенглера чемпіон («Динамо» Москва)
- 2008-09 роки учасник матчу «Всіх зірок» КХЛ

## Клубна кар'єра (статистика)
| Сезон       | Клуб                  | Ліга        | Регулярна першість | Регулярна першість | Регулярна першість | Регулярна першість | Регулярна першість | Плей-оф | Плей-оф | Плей-оф | Плей-оф | Плей-оф |
| Сезон       | Клуб                  | Ліга        | І                  | Г                  | П                  | О                  | ШХ                 | І       | Г       | П       | О       | ШХ      |
| ----------- | --------------------- | ----------- | ------------------ | ------------------ | ------------------ | ------------------ | ------------------ | ------- | ------- | ------- | ------- | ------- |
| 1989—1990   | «Сокіл» (Київ)        | СРСР        | 32                 | 3                  | 4                  | 7                  | 16                 | —       | —       | —       | —       | —       |
| 1990—1991   | «Сокіл» (Київ)        | СРСР        | 46                 | 1                  | 4                  | 5                  | 46                 | —       | —       | —       | —       | —       |
| 1991—1992   | ЦСКА (Москва)         | СНД         | 36                 | 2                  | 7                  | 9                  | 48                 | —       | —       | —       | —       | —       |
| 1992—1993   | «Лос-Анджелес Кінгс»  | НХЛ         | 78                 | 12                 | 36                 | 48                 | 80                 | 24      | 3       | 9       | 12      | 26      |
| 1993—1994   | «Лос-Анджелес Кінгс»  | НХЛ         | 81                 | 12                 | 40                 | 52                 | 101                | —       | —       | —       | —       | —       |
| 1994—1995   | «Лос-Анджелес Кінгс»  | НХЛ         | 11                 | 2                  | 5                  | 7                  | 27                 | —       | —       | —       | —       | —       |
| 1994—1995   | «Баффало Сейбрс»      | НХЛ         | 21                 | 2                  | 5                  | 7                  | 34                 | 5       | 0       | 1       | 1       | 14      |
| 1995—1996   | «Баффало Сейбрс»      | НХЛ         | 80                 | 6                  | 30                 | 36                 | 58                 | —       | —       | —       | —       | —       |
| 1996—1997   | «Баффало Сейбрс»      | НХЛ         | 80                 | 7                  | 28                 | 35                 | 95                 | 12      | 1       | 0       | 1       | 16      |
| 1997—1998   | «Баффало Сейбрс»      | НХЛ         | 78                 | 15                 | 30                 | 45                 | 102                | 15      | 0       | 3       | 3       | 36      |
| 1998—1999   | «Баффало Сейбрс»      | НХЛ         | 81                 | 7                  | 26                 | 33                 | 96                 | 21      | 4       | 11      | 15      | 22      |
| 1999—2000   | «Баффало Сейбрс»      | НХЛ         | 74                 | 2                  | 11                 | 13                 | 95                 | 4       | 0       | 0       | 0       | 8       |
| 2000—2001   | «Баффало Сейбрс»      | НХЛ         | 78                 | 8                  | 29                 | 37                 | 75                 | 13      | 1       | 6       | 7       | 12      |
| 2001—2002   | «Баффало Сейбрс»      | НХЛ         | 82                 | 1                  | 33                 | 34                 | 80                 | —       | —       | —       | —       | —       |
| 2002—2003   | «Баффало Сейбрс»      | НХЛ         | 70                 | 3                  | 18                 | 21                 | 85                 | —       | —       | —       | —       | —       |
| 2003—2004   | «Баффало Сейбрс»      | НХЛ         | 68                 | 4                  | 24                 | 28                 | 102                | —       | —       | —       | —       | —       |
| 2004—2005   | «Ак Барс» (Казань)    | РСЛ         | 23                 | 1                  | 8                  | 9                  | 30                 | 4       | 0       | 0       | 0       | 2       |
| 2005—2006   | «Нью-Йорк Айлендерс»  | НХЛ         | 59                 | 5                  | 24                 | 29                 | 88                 | —       | —       | —       | —       | —       |
| 2006—2007   | «Нью-Йорк Айлендерс»  | НХЛ         | 30                 | 2                  | 9                  | 11                 | 40                 | —       | —       | —       | —       | —       |
| 2006—2007   | «Філадельфія Флайєрс» | НХЛ         | 31                 | 3                  | 10                 | 13                 | 38                 | —       | —       | —       | —       | —       |
| 2006—2007   | «Атланта Трешерс»     | НХЛ         | 18                 | 2                  | 12                 | 14                 | 14                 | 4       | 0       | 0       | 0       | 4       |
| 2007—2008   | «Атланта Трешерс»     | НХЛ         | 65                 | 3                  | 5                  | 8                  | 58                 | —       | —       | —       | —       | —       |
| 2008—2009   | Динамо (Москва)       | КХЛ         | 56                 | 4                  | 7                  | 11                 | 58                 | 12      | 1       | 2       | 3       | 22      |
| 2009—2010   | Динамо (Москва)       | КХЛ         | 56                 | 0                  | 7                  | 7                  | 60                 | —       | —       | —       | —       | —       |
| НХЛ загалом | НХЛ загалом           | НХЛ загалом | 1,085              | 96                 | 375                | 471                | 1,268              | 98      | 9       | 30      | 39      | 168     |

## Контракти— переходи
- Лос-Анджелес Кінгс в 1991 році обрав НХЛ Драфті в 4-у турі під 81 номером.
- 14 лютого 1995 року Олексія обміняли до Буффало. Королі туди ще обміняли Робба Стабера, Чарлі Гудді і можливість вибору в 5 раунді Драфту каліфорнійців (то був Маріан Менгарт) навзамін вони отримали можливість в тому таки Драфті 1995 року заполучити Філіпа Буше, Дениса Цигурова і Гранта Фюра, 14 лютого 1995.
- Підписав 6 грудня 2004 року контракт як вільний агент з «Ак Барс» Казань (Росія).
- Підписав 2 серпня 2005 році контракт, як вільний агент з «Нью-Йорк Айлендерс».
- 16 грудня 2006 року Олексія обміняно до Філадельфії взамін на Фредді Меєра і можливістю вибору в 3-му раунді НХЛ Драфту того року.
- 24 лютого 2007 року обміняно до Атланти взамін на захисника Брейдона Коберна.
- Підписав 26 липня 2008 року контракт, як вільний агент з «Динамо» Москва (Росія).

## Міжнародна кар'єра (збірні команди)
| Рік  | Команда | Турнір | Ігри | Голи | Паси | Очки | Штрафи |
| ---- | ------- | ------ | ---- | ---- | ---- | ---- | ------ |
| 1990 | СРСР    | МЧС    | 6    | 2    | 2    | 4    | 2      |
| 1991 | СРСР    | МЧС    | 7    | 1    | 1    | 2    | 2      |
| 1991 | СРСР    | КК     | 5    | 0    | 0    | 0    | 4      |
| 1992 | Росія   | МЧС    | 7    | 1    | 1    | 2    | 2      |
| 1992 | СНД     | ЗОІ    | 8    | 1    | 0    | 1    | 0      |
| 1992 | Росія   | ЧС     | 6    | 0    | 2    | 2    | 6      |
| 1994 | Росія   | ЧС     | 6    | 1    | 0    | 1    | 8      |
| 1996 | Росія   | ЧС     | 8    | 1    | 1    | 2    | 6      |
| 1996 | Росія   | КС     | 3    | 0    | 1    | 1    | 2      |
| 1998 | Росія   | ЗОІ    | 6    | 0    | 2    | 2    | 2      |
| 2000 | Росія   | ЧС     | 6    | 0    | 1    | 1    | 2      |